# 2022년 동계 올림픽 리투아니아 선수단
2022년 동계 올림픽 리투아니아 선수단은 2022년 2월 4일부터 20일까지 중화인민공화국 베이징에서 열린 2022년 동계 올림픽에 참가한 올림픽 리투아니아 선수단이다.

## 메달 집계
| 종목 | 1 | 2 | 3 | 합계 |
| 종목 | ' | ' | ' | '    |
| 종목 | ' | ' | ' | '    |
| 종목 | ' | ' | ' | '    |
| 합계 | ' | ' | ' | '    |

## 종목별 성적

### 바이애슬론
남자
- 카롤리스 돔브로우스키스
- 리나스 바니스
- 비타우타스 스트롤랴
- 토마스 카우케나스

### 알파인스키
남자
- 안드레유스 드루카로바스

여자
- 가비야 싱쿠나이테

### 크로스컨트리
남자
- 모데스타스 바이출리스
- 타우트비다스 스트롤랴

여자
- 에글레 사비츠카이테
- 이에바 다이니테

### 피겨스케이팅
아이스댄스
- 파울리나 라마나우스카이테
- 데이비다스 키잘라